# Il vocabolario sumerico del sacro

## Me(): la nozione della sacralità dell'ordine cosmico
La nozione di "sacralità del cosmo" viene individuata in cuneiforme con il segno  (me, termine e nozione da considerare sempre plurale; in accadico acquisisce la forma semitica con la 'ŭ' quindi mû (anche parṣu), ma la nozione semitica, a differenza di quella sumerica, li rende prevalentemente come "riti").
I me sono quelle condizioni che consentono a qualsivoglia ente o situazione di essere conforme a ciò "che deve essere". Così il re (lugal) è tale solo quando i me della sovranità gli sono consegnati, altrimenti è un uomo comune come gli altri . Una città occupata dal nemico poteva perdere i suoi me finché qualcuno non li ristabiliva. I me possono dunque essere sospesi o violati e questo spiegherebbe la presenza di calamità naturali o sociali; la loro assenza giustifica la ragione del male che si instaura nel mondo.
Henri Limet evidenzia come questa nozione appaia nel mito del viaggio della dea Inanna a Eridu presso il dio Enki.
Yvonne Rosengarten rende questo termine come "prescrizioni" intendendo con questo ciò che essendo stato formulato sul piano astratto viene poi a concretizzarsi. I me (quindi sempre al plurale), ovvero le "prescrizioni", vanno intesi nel contesto di ciò che organizza il cosmo, quindi anche la città e la cerimonia religiosa.
I me sono governati dalle divinità principali: An ed Enlil. Costoro li trasmettono agli altri dèi "esprimendo il destino" e generando un universo ordinato e ammirevole. Quando i me si eprimono per mezzo di cerimonie ne fanno acquisire il ruolo di rito, esso stesso è i me in azione.
Precedentemente Thorkild Jacobsen aveva reso il termine me come verbo "essere"; Benno Landsberger  come "potenza divina"; mentre Johannes Jacobus Adrianus van Dijck come «immanenza divina nella materia morta e viva, immutabile, sussistente ma impersonale, di cui dispongono solo gli dèi.».
I me sono quindi le prescrizioni/modelli/essenze (quest'ultima, l'interpretazione di Pietro Mander) originari a cui si sottomettono le divinità che poi li indicano alle divinità inferiori, fino agli uomini. Tali prescrizioni decidono il destino di ciascuno: il buon andamento del cosmo corrisponde all'uniformarsi ai me, alle prescrizioni. Ognuno vi si deve conformare in quanto esse esprimono l'assoluta bellezza e bontà.
Così Mircea Eliade:
(Mircea Eliade Storia delle idee e delle credenze religiose, vol. I, Milano, Rizzoli, 2006, p.73)
Questi decreti coinvolgendo il destino di ogni essere al fine di garantire l'ordine cosmico ineriscono quindi all'espressione del sacro
(Yvonne Rosengarten Sumer et le sacré. Parigi, Éditions de Boccard, 1977, p. 222 cit. in Julien Ries, Il Sacro nella storia religiosa dell'umanità, Milano, Jaca Book, 2012, p.171)
Julien Ries così riassume:
(Julien Ries, Il Sacro nella storia religiosa dell'umanità, Milano, Jaca Book, 2012, pp. 173-174)

## Kù-g(): la nozione di "sacro" primordiale
La nozione di "sacro", ma inteso come originario, viene individuata in cuneiforme con il segno  (sumerico: Kù (g), accadico: elēlum, ellum) . A tal proposito tale nozione è presente in qualità di aggettivo, ad esempio nei cilindri di Gudea, ad indicare qualcosa "sacro" nel suo aspetto primordiale. Herbert Sauren nota che tra le ottanta divinità di Lagaš solo le due primordiali, An e la dea Gatumdu (Dea Madre, Dea Terra), sono qualificate con tale nozione essendo ritenute, secondo Sauren, gli elementi costitutivi del cosmo ovvero ricchi di sacralità divina primordiale.

## Dingir() eMelam(): la nozione di divinità e il suo splendore
La nozione di "divinità" viene espressa in sumerico con l'ideogramma  (dingir) posto prima del nome del dio a significare la sua divinità. Il fatto che questo ideogramma indichi anche il termine "cielo" come la divinità preposta alla volta celeste, ha fatto ritenere alcuni autori  di genere "astrale" la religione sumerica, ma tale ideogramma viene anteposto anche per le divinità ctonie o infere  e non è quindi delimitabile al solo ambito celeste.
Rispetto all'ideogramma  indicante la divinità Pietro Mander osserva:
(Pietro Mander. Op.cit., p. 70)
Rispetto alla nozione del "Centro" così Mircea Eliade:
(Mircea Eliade. Il sacro e il profano. Torino, Boringhieri, 2006, pagg. 32-3)
La divinità sumerica è immortale, in possesso dei me, è sacra (ku.g), mangia, beve, si rallegra e si lamenta, decide il destino degli uomini, possiede uno sguardo profondo che turba chi lo osserva, rispetto agli uomini essa è più intelligente e fisicamente forte . La caratteristica centrale della divinità è la sua radiosità, il suo terrificante splendore, in cuneiforme  (sumerico: melam, meli(m); accadico: melammû, melummum). In particolare  indica la radiosità che promana dal volto e dalla testa della divinità .
Il numero delle divinità sumeriche elencato nelle liste di Fara e Abu Salabikh è di circa 500. Come è stato già riportato, le tre divinità principali del mondo religioso sumerico sono An, Enlil ed Enki rispettivamente dèi del Cielo, della Terra e dell'Abisso delle acque dolci.